# Cisticola eximius
Cisticola eximius là một loài chim trong họ Cisticolidae.